# Distrito electoral de Wolbach (Nebraska)
Wolbach (en inglés: Wolbach Precinct) es un distrito electoral ubicado en el condado de Greeley en el estado estadounidense de Nebraska. En el Censo de 2010 tenía una población de 423 habitantes y una densidad poblacional de 1,53 personas por km².

## Geografía
Wolbach se encuentra ubicado en las coordenadas 41°28′30″N 98°23′11″O / 41.47500, -98.38639. Según la Oficina del Censo de los Estados Unidos, Wolbach tiene una superficie total de 276.97 km², de la cual 276.93 km² corresponden a tierra firme y (0.02%) 0.04 km² es agua.

## Demografía
Según el censo de 2010, había 423 personas residiendo en Wolbach. La densidad de población era de 1,53 hab./km². De los 423 habitantes, Wolbach estaba compuesto por el 96.45% blancos, el 0.71% eran afroamericanos, el 0% eran amerindios, el 0.24% eran asiáticos, el 0% eran isleños del Pacífico, el 1.65% eran de otras razas y el 0.95% pertenecían a dos o más razas. Del total de la población el 3.78% eran hispanos o latinos de cualquier raza.